# بورت أنطونيو

بورت أنطونيو هي بلدة تقع في شمال شرق جامايكا على بعد حوالي 100 كم عن كينغستون.